# Proscalòpids
Els proscalòpids (Proscalopidae) són una família extinta de mamífers eulipotifles que visqueren a Àsia i Nord-amèrica des de l'Eocè superior fins al Miocè inferior, fa entre 16 i 37,2 milions d'anys. Se n'han trobat restes fòssils al Canadà, els Estats Units i Mongòlia. Sembla que excavaven movent les potes anteriors de dalt a baix o de baix a dalt amb l'ajuda del cap, a diferència dels talpins i escalopins d'avui en dia, que ho fan amb moviments laterals de les potes anteriors. Tenien les dents molars de tipus dilambdodont. Ocupaven el mateix nínxol ecològic que els talps.